# Anselm J. McLaurin

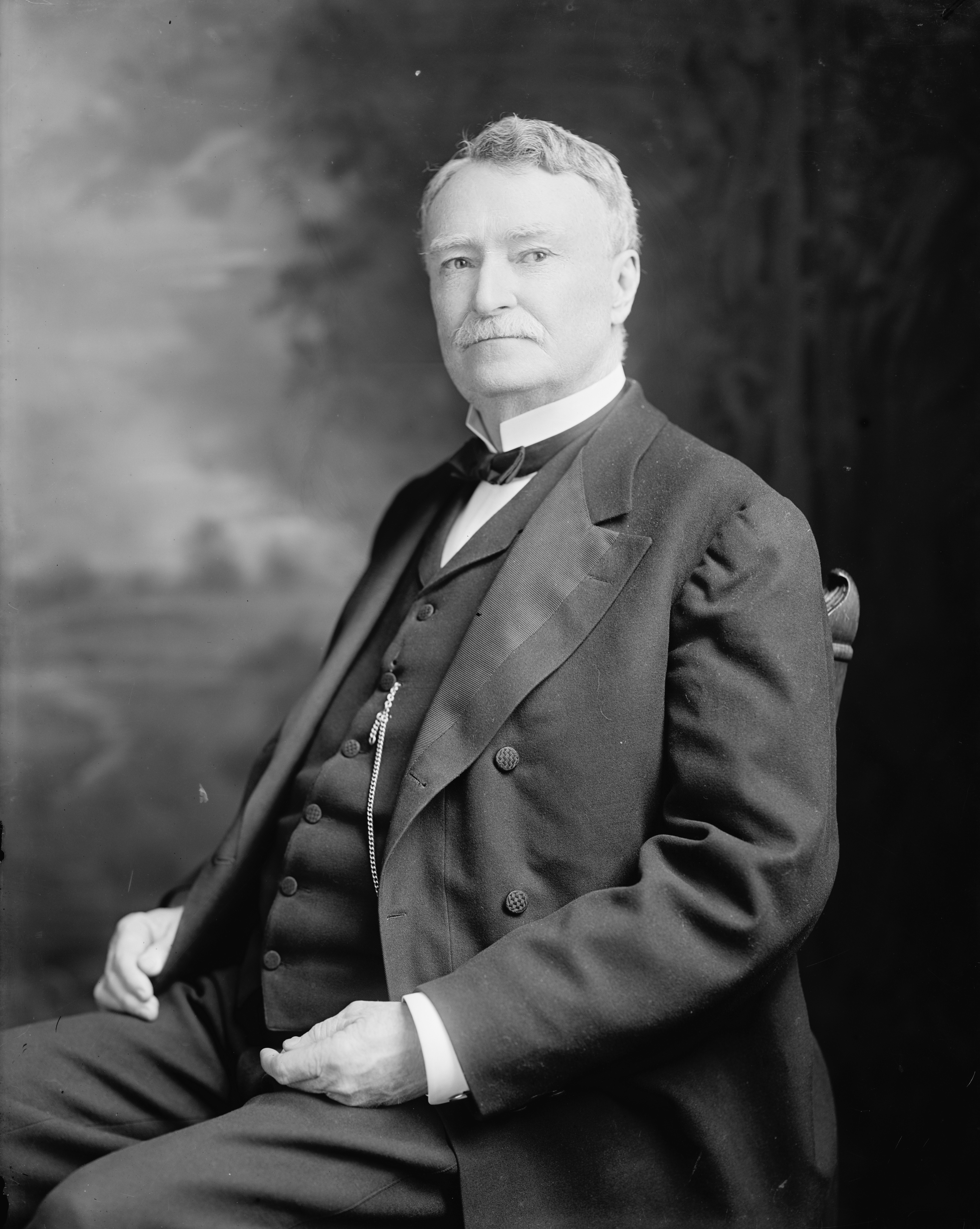
Anselm J. McLaurin

Anselm Joseph McLaurin (* 26. März 1848 in Brandon, Rankin County, Mississippi; † 22. Dezember 1909 ebenda) war ein US-amerikanischer Politiker der Demokratischen Partei.

## Leben
Nachdem er mit seinen Eltern innerhalb des Staates Mississippi aus dem Rankin County ins Smith County gezogen war, besuchte Anselm McLaurin die Grundschule und das Summerville Institute als weiterführende Lehranstalt. Während des Bürgerkrieges schloss er sich den Konföderiertentruppen an und erwarb dort den Rang eines Captain.
Nach dem Krieg setzte er seine Ausbildung am Summerville Institute fort, ehe er ein Jura-Studium begann und erfolgreich abschloss. Er wurde 1868 in die Anwaltskammer aufgenommen und arbeitete als Jurist in Raleigh. Von 1871 bis 1875 war er als Bezirksstaatsanwalt tätig.

## Politik
McLaurins politische Laufbahn begann 1879 mit der Wahl ins Repräsentantenhaus von Mississippi. 1888 gehörte er für die Demokraten dem Electoral College an, das mit seiner Mehrheit allerdings den Republikaner Benjamin Harrison zum US-Präsidenten wählte. 1890 war er Delegierter im Verfassungskonvent von Mississippi.
Am 7. Februar 1894 begann seine erste Amtszeit als US-Senator, als er den Platz des aus gesundheitlichen Gründen zurückgetretenen Edward C. Walthall einnahm. Walthall kandidierte jedoch bei der nächsten Wahl wieder, sodass McLaurin den Senat schon am 3. März 1895 wieder verlassen musste. Im selben Jahr kandidierte er für die Demokraten bei der Wahl zum Gouverneur von Mississippi und setzte sich deutlich mit 72,1 Prozent der Stimmen gegen Frank Burkett von der Populist Party durch. Er stand von 1896 bis 1900 an der Spitze des Staates. Im Jahr 1900 trat er dann zur Wahl um einen Senatssitz an, die er ebenfalls für sich entschied. Von 1901 bis zu seinem Tod vertrat er die Interessen Mississippis in Washington. Dabei gehörte er ab 1908 auch noch der Bundeskommission für Einwanderungsfragen an.

## Sonstiges
Anselm McLaurin ist der Ururgroßvater des Schauspielers Robin Williams.